# Envés

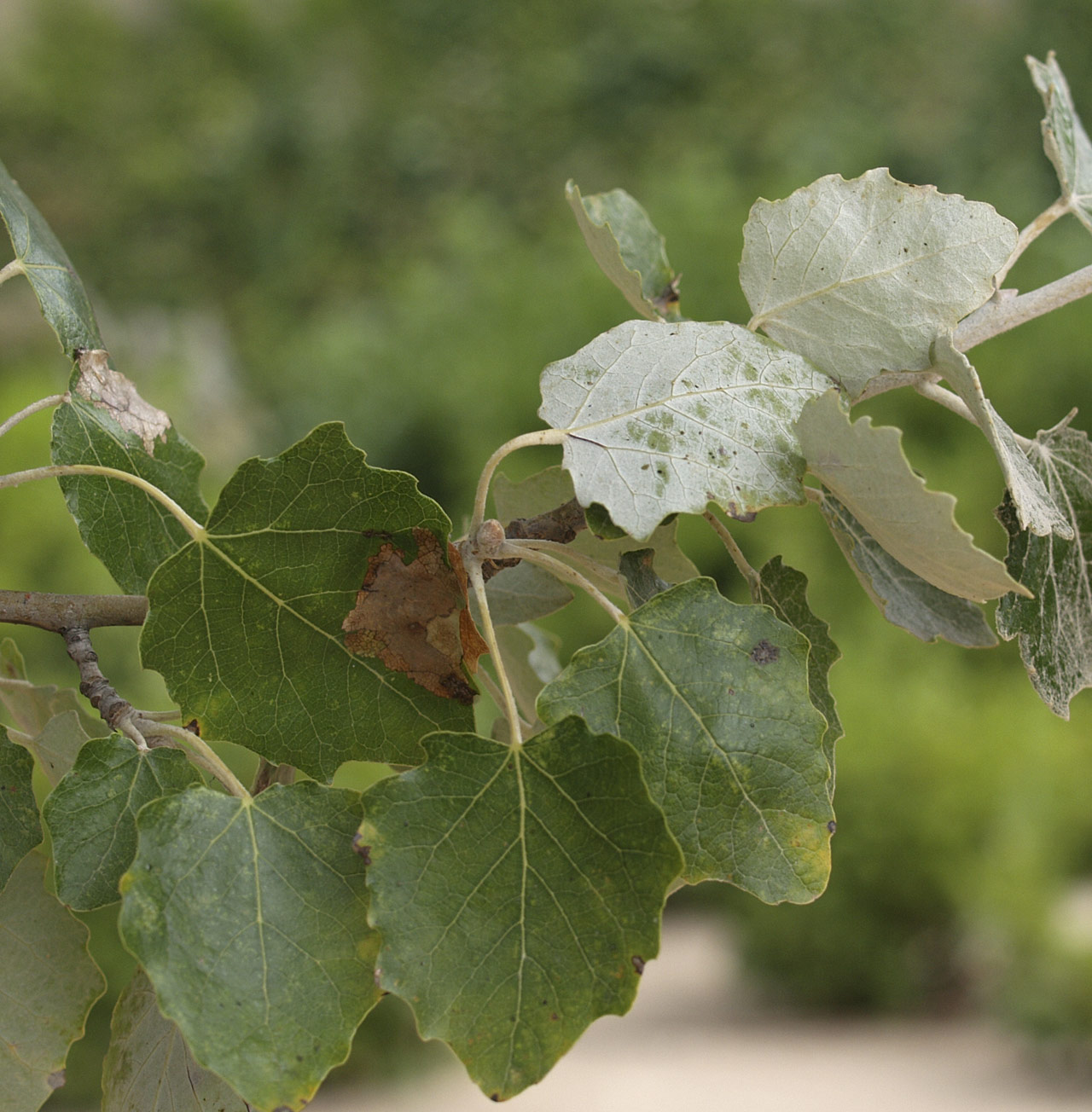
Hojas de álamo (Populus alba). En este caso, como en otros muchos, se distingue el envés porque es más claro que el haz.

En botánica se llama envés a la cara inferior o cara abaxial de la lámina o limbo de la hoja de una planta. La epidermis del envés suele ser diferente de la del haz o cara superior; casi siempre presenta una cutícula más fina, mayor densidad de estomas y, frecuentemente también, mayor abundancia de tricomas (pelos epidérmicos). Casi siempre es de color más claro que el haz. 